# هاني سويلم
الدكتور هاني عاطف نبهان سويلم مهندس مصري يشغل منصب وزير الموارد المائية والري منذ أغسطس 2022 خلفاً لمحمد عبد العاطي.

## المؤهلات العلمية
حصل على بكالوريوس الهندسة المدنية في تخصص هندسة المياه والبيئة من جامعة الزقازيق عام 1991 وماجستير في هندسة البيئة والري من جامعة ساوثهامبتون في المملكة المتحدة عام 1994. كما حصل علي الدكتوراه في إدارة الموارد المائية عام 2002 من جامعة آخن في ألمانيا.

## السيرة المهنية والمناصب
شغل منصب أستاذ إدارة الموارد المائية والتنمية المستدامة في الجامعة الأمريكية في القاهرة بين عامي 2011 و2017.
شغل منصب نائب مدير قسم هندسة المياه في جامعة آخن بين 2002 و2009
وشغل منصب المدير الأكاديمي لقسم «هندسة المياه»
شغل مهمة منسق برنامج عقد تنمية القدرات التابع لـ لجنة الأمم المتحدة المعنية بالموارد المائية بين 2009 و2011

## أبرز أعماله
أعد إستراتيجية مصرية لإدارة المياه والطاقة لإنتاج الغذاء بالموارد المائية المحدودة، وفرص تحلية المياه وإنتاج المحاصيل والأسماك.
أنشأ أول مركز في الشرق الأوسط للتنمية المستدامة وأبحاث تحلية المياه باستخدام الطاقة الشمسية، وأعد إستراتيجية لمصر لإدارة المياه والطاقة لإنتاج الغذاء اعتمادًا على الموارد المائية المحدودة.
أسس أول مركز في شمال إفريقيا للتعليم من أجل التنمية المستدامة الذي تم إقراره من جامعة الأمم المتحدة،
أنشأ في 2012 أول مركز في الشرق الأوسط للتنمية المستدامة وأبحاث تحلية المياه باستخدام الطاقة الشمسية لأغراض الزراعة الحديثة بالجامعة الأمريكية بالقاهرة.
نفذ في مصر مشروعات بتمويل أوروبي 20 مليون يورو لتطوير البحث العلمي والتعليم العالي والتعليم الأساسي في مصر من خلال مشروعه إديو كامب لتطوير المدارس المصرية الحكومية.
قاد فريقا بحثيا لإجراء أول تجربة بحثية في مصر لاستخدام الطاقة الشمسية في تحلية المياه.

## مؤلفاته
ألف سويلم 21 كتابًا في مجالات إدارة الموارد المائية والتنمية المستدامة والبيئة وتطوير نظم التعليم بالإضافة للمراجع العلمية في مجالات إدارة الموارد المائية، والتنمية المستدامة، ونشر أبحاثًا وأوراقًا بحثية في 4 مؤتمرات علمية، وشارك في 10 لجان دولية.